# Resolució 1630 del Consell de Seguretat de les Nacions Unides
La Resolució 1630 del Consell de Seguretat de les Nacions Unides fou adoptada per unanimitat el 14 d'octubre de 2005. Després de recordar les resolucions anteriors sobre la situació a Somàlia, en particular les resolucions 733 (1992), 1519 (2003), 1558 (2004) i 1587 (2005), el Consell va restablir un grup per supervisar l'embargament d'armes contra el país durant sis mesos més i va condemnar l'augment del flux d'armes al país en violació de l'embargament.
Menys d'un dia després de la condemna del Consell de Seguretat, les armes il·lícites continuaven circulant cap a Somàlia.

## Observacions
El Consell de Seguretat va oferir el seu suport al procés de reconciliació somali, inclosa la Conferència de Reconciliació Nacional de Somàlia. Va condemnar el tràfic d'armes a través de Somàlia i la violació de l'embargament d'armes i va demanar millores per controlar el bloqueig i instar els estats a fer complir les restriccions.

## Actes
Actuant sota el Capítol VII de la Carta de les Nacions Unides, el Consell va subratllar que tots els països haurien de complir l'embargament. El secretari general de les Nacions Unides, Kofi Annan, va demanar que es restablís un grup de seguiment per supervisar l'aplicació de l'embargament d'armes contra Somàlia, actualitzar les llistes sobre els que violaven les sancions, cooperar amb un Comitè establert a la Resolució 751 (1992) i formular recomanacions. També es va demanar al Comitè que formulés recomanacions sobre les maneres de millorar l'eficàcia de l'embargament.
Finalment, es va demanar al Comitè que considerés una visita a Somàlia per demostrar la determinació del Consell d'aplicar l'embargament d'armes.